# Ceratomyxa peculiaria
Ceratomyxa peculiaria is een microscopische parasiet uit de familie Ceratomyxidae. Ceratomyxa peculiaria werd in 1991 beschreven door Yurakhno. 